# Акжар (Урджарский район)
Акжар (каз. Ақжар) — село в Урджарском районе Абайской области Казахстана. Административный центр Акжарского сельского округа. Код КАТО — 636433100.

## Население
В 1999 году население села составляло 1502 человека (754 мужчины и 748 женщин). По данным переписи 2009 года, в селе проживало 1370 человек (671 мужчина и 699 женщин).